# 山崎学
山崎 学（やまざき まなぶ、1948年9月28日 - ）は、日本の裁判官。東京都出身。慶應義塾大学法学部法律学科卒業。札幌地方裁判所長、東京高等裁判所部総括判事（第10刑事部）、千葉地方裁判所所長を経て、東京高等裁判所部総括判事（第6刑事部）。関税法違反（無許可輸出未遂）において、一審判決を破棄して自判したものの、時効の成立を失念し、法令違反の判決を為した。

## 経歴
- 1974年　司法修習生
- 1976年　東京地方裁判所判事補任官
- 1979年　最高裁判所刑事局付
- 1981年　高知地方裁判所判事補兼高知家庭裁判所判事補
- 1984年　東京地方裁判所判事補
- 1986年　書記官研修所教官
- 1989年　札幌地方裁判所判事兼札幌家庭裁判所判事
- 1992年　司法研修所教官
- 1996年　東京高等裁判所判事
- 1997年　東京地方裁判所部総括判事（刑事6部）
- 2004年　横浜地方裁判所部総括判事
- 2006年1月　釧路地方裁判所長兼釧路家庭裁判所長
- 2007年3月　札幌地方裁判所長
- 2009年1月　東京高等裁判所部総括判事（第10刑事部）
- 2011年1月　千葉地方裁判所所長
- 2012年3月　東京高等裁判所部総括判事（第6刑事部）
- 2019年11月　瑞宝重光章受章[1]

## 担当訴訟
- 1999年9月30日、地下鉄サリン事件などで殺人罪などに問われたオウム真理教の横山真人に死刑判決を言い渡した（第一審、東京地裁刑事第6部 裁判長）。
- 2000年7月17日、同じく地下鉄サリン事件などで殺人罪などに問われたオウム真理教の豊田亨、広瀬健一に死刑判決を、杉本繁郎に無期懲役判決を、それぞれ言い渡した（第一審、東京地裁刑事第6部 裁判長）。
- 2013年6月27日、1986年に迎賓館などに向けてロケット弾が発射された事件で爆発物取締罰則違反罪に問われた中核派活動家3人の差戻し控訴審判決において、3人に実刑判決を言い渡した一審判決を維持し、控訴を棄却した[2]。